# Nationaal park Catimbau
Het Nationaal park (Vale do) Catimbau is een nationaal park in Brazilië, gelegen in Buíque in de staat Pernambuco. Het is gssticht in 2002 en het beslaat een oppervlakte van 62.554 ha.  De Catimbau Valley of Vale do Catimbau is de op een na grootste archeologische site van Brazilië. In het park zijn bijzondere canyons, meer dan 2000 grotten en 28 gebieden met prehistorische grotschilderingen. Een van de sites, Pedra da Concha bevat grotafbeeldingen van ten minste 6000 jaar oud.

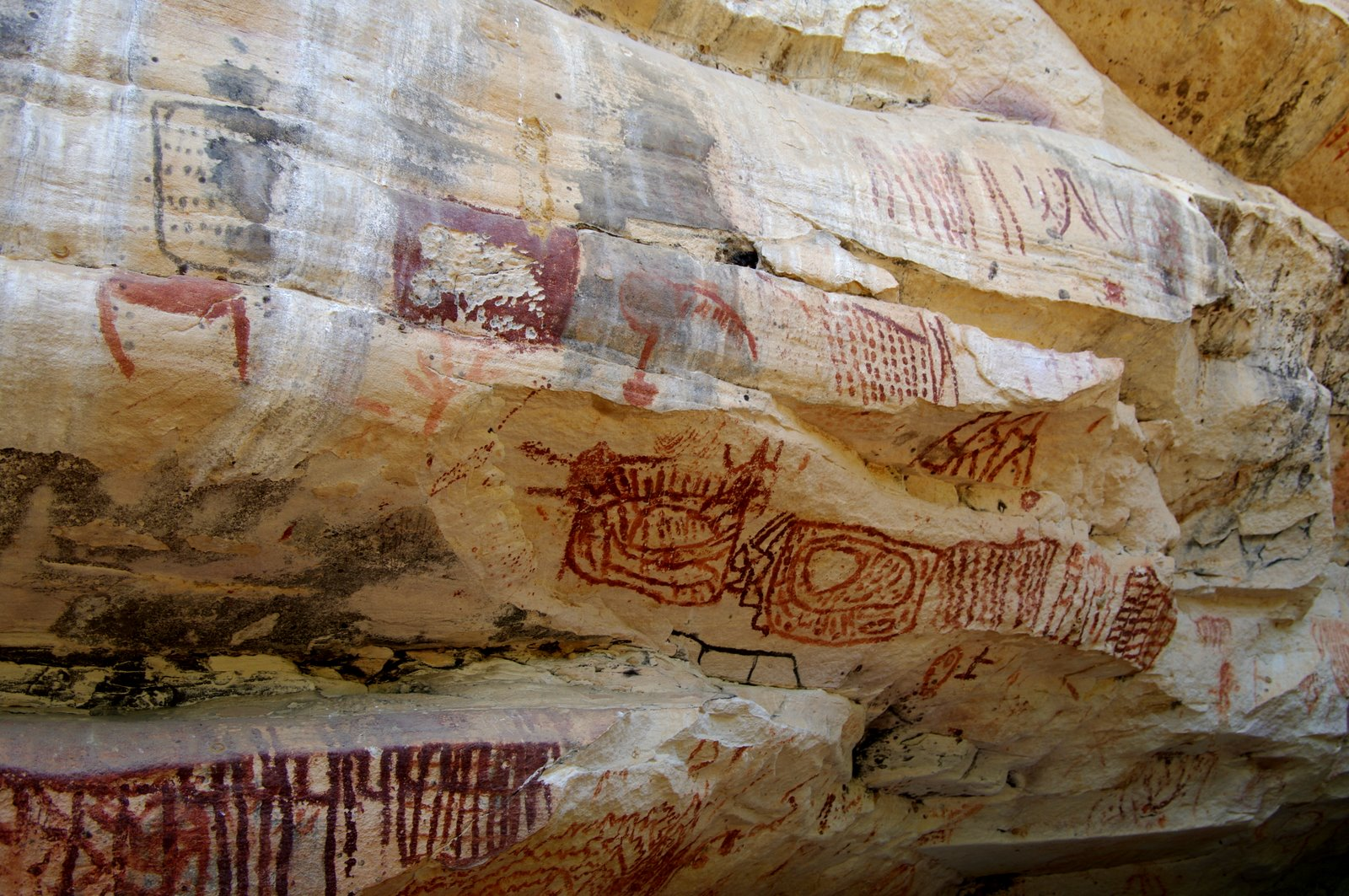
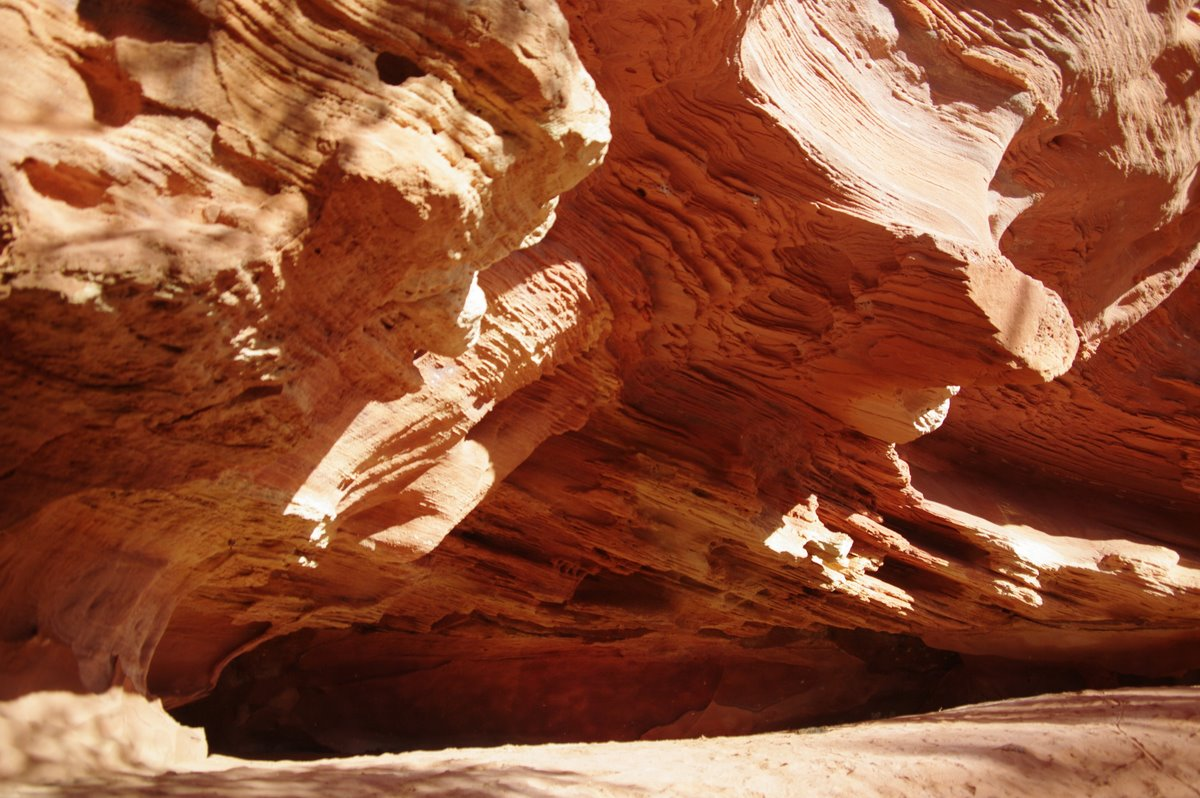
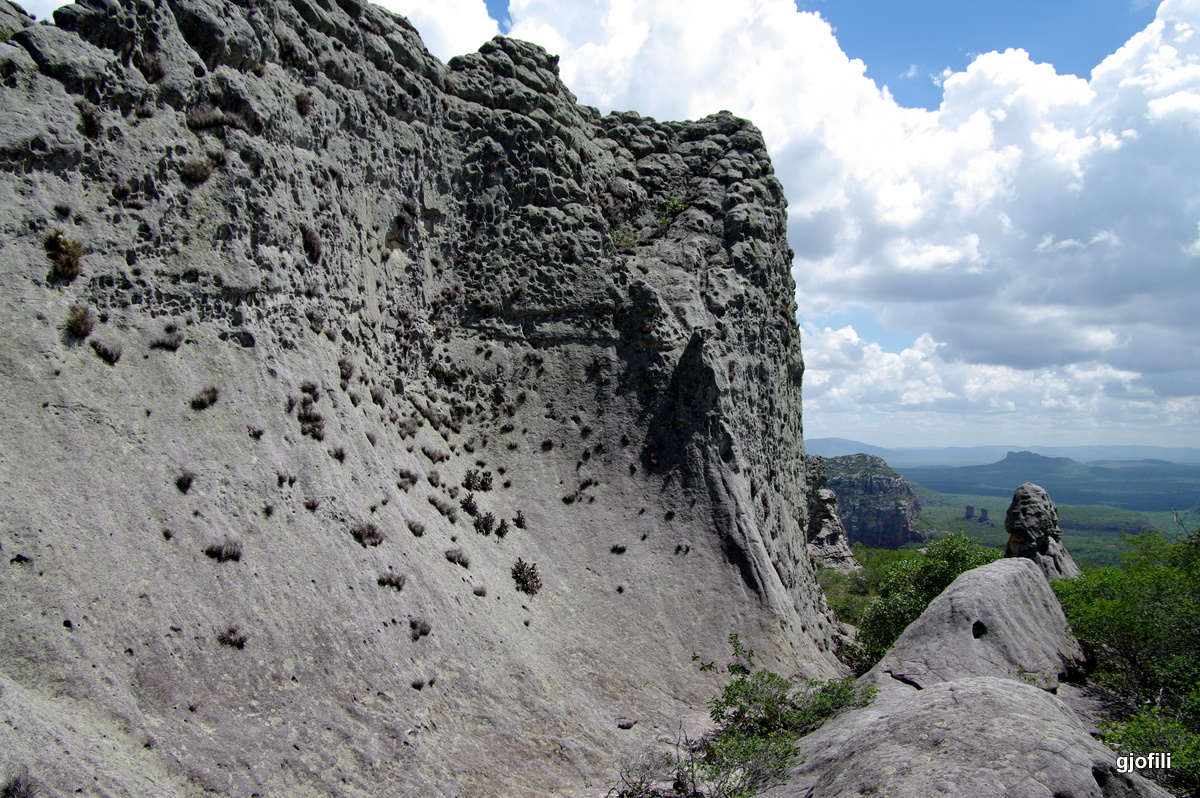
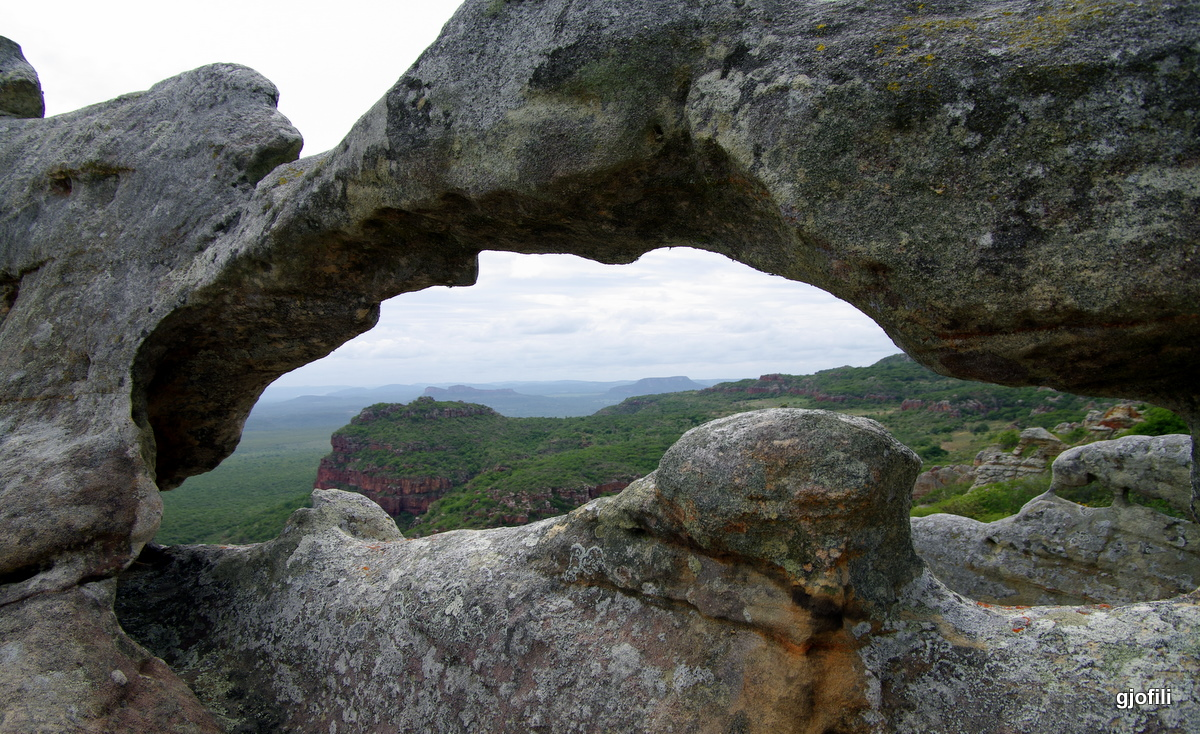

Het park wordt beheerd door ICMBio.
Abrolhos · 
Amazônia · 
Aparados da Serra · 
Araguaia · 
Araucárias · 
Boa Nova · 
Brasília · 
Cabo Orange · 
Campos Amazônicos · 
Campos Gerais · 
Caparaó · 
Catimbau · 
Cavernas do Peruaçu · 
Chapada das Mesas · 
Chapada Diamantina · 
Chapada dos Guimarães · 
Chapada dos Veadeiros · 
Descobrimento · 
Emas · 
Fernando de Noronha · 
Grande Sertão Veredas · 
Iguaçu · 
Ilha Grande · 
Itatiaia · 
Jamanxim · 
Jaú · 
Jericoacoara · 
Juruena · 
Lagoa do Peixe · 
Lençóis Maranhenses · 
Montanhas do Tumucumaque · 
Monte Pascoal · 
Monte Roraima · 
Nascentes do Rio Parnaíba · 
Pacaás Novos · 
Pantanal Matogrossense · 
Pau Brasil · 
Pico da Neblina · 
Pontões Capixabas · 
Restinga de Jurubatiba · 
Rio Novo · 
Saint-Hilaire/Lange · 
São Joaquim · 
Sempre Vivas · 
Serra da Bocaina · 
Serra da Bodoquena · 
Serra da Canastra · 
Serra da Capivara · 
Serra da Cutia · 
Serra da Mocidade · 
Serra das Confusões · 
Serra de Itabaiana · 
Serra do Cipó · 
Serra do Divisor · 
Serra do Itajaí · 
Serra do Pardo · 
Serra dos Órgãos · 
Serra Geral · 
Sete Cidades · 
Superagüi · 
Tijuca · 
Ubajara · 
Viruá